# Eurylaimus
Eurylaimus é um género de ave da família Eurylaimidae.

## Espécies
Este género contém as seguintes espécies:
- Eurylaimus javanicus
- Eurylaimus ochromalus